# Виареджо (футбольный клуб)
«Виаре́джо» (итал. Football Club Esperia Viareggio) — итальянский футбольный клуб из одноимённого города, выступающий в Высшем дивизионе Профессиональной лиги, третьем по силе дивизионе чемпионата Италии. Основан в 1919 году (объединились шесть клубов — «Аквила», «Вигор», «Джузеппе Гарибальди», «Либертас», «Челеритас», «Эсперия»). Домашние матчи проводит на арене «Стадио деи Пини», вмещающем 4 700 зрителей. «Виареджо» никогда в своей истории не поднимался в Серию А, лучшим достижением клуба в Серии Б стало 12-е место в сезоне 1935/36. В 2005 году команда завоевала любительский Кубок Италии, обыграв в финале «Реал Иппогрифо Сарно» (2:0)

## Известные тренеры
- Альфредо Альетти
- Сильвио Бальдини
- Серджо Баттистини
- Куинто Бертолони
- Йожеф Вереб
- Йожеф Гинг
- Лучо Дель Анджело
- Россано Джампалья
- Серджо Кастеллетти
- Геза Кертес
- Стефано Куоги
- Рино Лавеццини
- Кристиано Лукарелли
- Марио Маньоцци
- Агеноре Маурици
- Ренцо Мелани
- Альдо Оливьери
- Роберто Пруццо
- Недо Сонетти
- Джузеппе Сциенца
- Энцо Риккомини
- Альдо Черантола